# Frank A. Pitelka
Frank Alois Pitelka (* 27. März 1916 in Chicago, Illinois; † 10. Oktober 2003 in Altadena, Kalifornien) war ein US-amerikanischer Ornithologe und Ökologe.

## Leben
Pitelka war der Sohn von Frank J. Pitelka und Frances Laga, Emigranten aus Böhmen. Er wuchs in Berwyn, einem Vorort von Chicago auf, und schloss sich früh der Chicago Ornithological Society an. 1937 wurde er Mitglied und 1948 Fellow der American Ornithologists’ Union. 1939 erwarb er mit der Arbeit Distribution of birds in relation to major biotic communities seinen Bachelor of Science mit der Auszeichnung summa cum laude an der University of Illinois. 1946 wurde er mit der Dissertation Speciation and ecologic distribution in American jays of the genus Aphelocoma zum Ph.D. an der University of California, Berkeley promoviert.
Während seiner Studienzeit veröffentlichte Pitelka acht ornithologische Aufzeichnungen in der Fachzeitschrift The Auk und einen detaillierten Bericht über die Brutbiologie des Grünmantel-Waldsängers im Wilson Bulletin. Nach seinem Bachelor-Abschluss verbrachte er den Sommer 1939 in den ozeanographischen Laboratorien der University of Washington in Friday Harbor und wechselte 1944 an die University of California, Berkeley, wo er unter der Leitung von Alden Holmes Miller im Museum of Vertebrate Zoology (MVZ) arbeitete. Im Februar 1943 heiratete er die Zoologin Dorothy Riggs (1920–1994). Aus dieser Ehe gingen eine Tochter und zwei Söhne hervor, von denen Louis Frank Pitelka (* 1947) ein bekannter Pflanzenökologe wurde.
1947 wurde Pitelka als Dozent für Zoologie und Assistenzkurator für Vögel im MVZ eingestellt. Von 1949 bis 1963 war er Kurator für Vögel in diesem Museum, wo sich sein Interesse von der Taxonomie auf die Ökologie verlagerte, angeregt durch seine Mitarbeit am Naval Arctic Research Laboratory (NARL) in Barrow, Alaska, wo er von 1951 bis 1980 forschte. Von 1955 bis 1973 führte er Studien in der Umgebung von Barrow durch, die unter anderen die Populationszyklen von Braunen Lemmingen sowie das Verhalten und die Ökologie in der Arktis brütender Vögel, insbesondere der Grasläufer, behandelten. 1958 wurde er Professor für Zoologie an der University of California, Berkeley. Von 1963 bis 1966 sowie von 1968 bis 1971 war er Vorsitzender der Zoologischen Fakultät. 1985 ging er als emeritierter Professor in den Ruhestand, kehrte aber noch bis 1997 regelmäßig an den Campus der Universität zurück. Von 1982 bis 1997 war er stellvertretender Direktor des MVZ, wo ihm die Hauptverantwortung für die Hastings Natural History Reservation in Carmel Valley, einem 2000 Hektar großen ökologischen Forschungszentrum, das vom Museum betrieben wird, oblag.
Pitelkas Bibliographie umfasst mehr als 150 Veröffentlichungen, darunter die Erstbeschreibungen zur Unterart Limnodromus griseus caurinus des Moorschlammläufers, zur Unterart Aphelocoma woodhouseii nevadae des Wouldhousehähers sowie zu den Unterarten Aphelocoma californica caurina und Aphelocoma californica cana des Kalifornienhähers. Zu seinen bekanntesten Schriften zählen Ecological Relations of Jaegers and Owls as Lemming Predators Near Barrow, Alaska (1955), Numbers, Breeding Schedule, and Territoriality in Pectoral Sandpipers of Northern Alaska (1959), Ecology and Evolution of Social Organization in Arctic Sandpipers (1974) und Shorebirds in Marine Environments (1979).
Er war Mitglied in den Redaktionsausschüssen zahlreicher Fachzeitschriften, darunter Ecology (Herausgeber von 1962 bis 1964), The Condor (Mitherausgeber von 1946 bis 1962) und Studies in Avian Biology (Herausgeber von 1984 bis 1987). Zudem war er von 1953 bis 1962 Mitglied des Redaktionsausschusses der University of California Press.
Pitelka betreute sechs Masterstudenten, 37 Doktoranden und elf Postdoktoranden.
Pitelka war ein Gegner der Auswilderung und Wiederansiedlung des Kalifornienkondors, bei der seiner Meinung nach riesige Geldsummen für eine Art vergeudet wurden, die schon lange vor der Einmischung des Menschen vom Aussterben bedroht war.
Pitelka starb am 10. Oktober 2003 im Alter von 87 Jahren an den Folgen von Prostatakrebs.

## Mitgliedschaften und Auszeichnungen
Pitelka war von 1949 bis 1950 Präsident der Cooper Ornithological Society, die ihn 2001 mit dem Loye and Alden Miller Research Award ehrte. 1989 wurde er zum Fellow der Animal Behavior Society gewählt. Zudem arbeitete er im Gremium der National Academy of Sciences, und er war Mitglied der National Science Foundation, der United States Atomic Energy Commission, des Arctic Institute of North America, der American Association for the Advancement of Science sowie der California Academy of Sciences. Er war zweimal Mitglied des Verwaltungsrats des Point Reyes Bird Observatory, von 1976 bis 1979 und von 1983 bis 1986.
Zu seinen Auszeichnungen gehören die William Brewster Memorial Medal (1980) der AOU, der Mercer Award (1953) und der Eminent Ecologist Award (1992) der Ecological Society of America, ein Distinguished Teaching Award (1984) und die Berkeley Citation (1986) der University of California, Berkeley, sowie ein Lifetime Alumni Achievement Award der University of Illinois (1993). Darüber hinaus war er Guggenheim-Stipendiat sowie von 1949 bis 1950 Gastwissenschaftler im Labor von Charles Sutherland Elton an der University of Oxford. 1997 wurde ihm die Ehrendoktorwürde in Biowissenschaften der Masaryk-Universität in Brünn, Tschechische Republik, verliehen.
1944 wurde die Vielborster-Art Magelona pitelkai zu Ehren von Frank A. Pitelka benannt.